# Boo.com

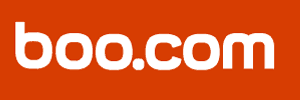
Logo von Boo.com

Boo.com war ein britisches Internet-Unternehmen, das sich Ende der 1990er Jahre als globaler Onlineshop für Kleidermode und Sportbekleidung in der New Economy etablieren wollte. Bereits im Mai 2000 ging das Unternehmen mit Platzen der Spekulationsblase in die Insolvenz.

## Firmengeschichte
Boo.com wurde vom Schweden Ernst Malmsten, Kajsa Leander und Patrik Hedelin 1998 in London gegründet. Geschäftsziel des Unternehmens war der Online-Vertrieb von Mode- und Sportartikeln. Die Kunden sollten zu günstigen Preisen und versandkostenfrei Kleidung von attraktiven Modelabels erstehen können. Das Konzept fand großen Anklang. Innerhalb kürzester Zeit sammelten die Firmengründer 120 Millionen US-Dollar Investorengelder ein. Zu den Investoren gehörten namhafte Firmen aus Handel und Wirtschaft, so Benetton, JP Morgan und Goldman Sachs. Auch der französische Luxusgüter-Tycoon Bernard Arnault beteiligte sich an der Firma.

### Zusammenbruch
Die Pleite des Unternehmens im Mai 2000 kam abrupt und gilt als eine der spektakulären Internet-Pleiten. In der Nachbetrachtung stellte sich heraus, dass viele schwerwiegende hausgemachte Fehler den Zusammenbruch herbeigeführt hatten. Die Probleme begannen bereits 1999:
- Es wurden teure Anzeigen geschaltet, die ohne Wirkung blieben, weil der Start des Online-Geschäfts für Mode sich verzögerte.
- Technische Schwierigkeiten begleiteten den mehrfach verschobenen Start des Online-Portals. Die Bedienfunktionen waren unausgereift und behinderten die Gestaltung einer „extravaganten“ Internetseite. Das Ergebnis war ein schwerfälliges und überladenes Portal, das für die meisten Kunden kaum aufrufbar war, da riesige Mengen an Datenvolumina die zu dieser Zeit noch langsamen Modems überforderten. Die Seite basierte auf JavaScript und Flash, um das Warensortiment ebenso wie Maskottchen und Verkaufshilfe-Avatar Miss Boo in einer Pseudo-3D-Animation wiederzugeben. Die Hauptseite enthielt die Warnung: „This site is designed for 56 K modems and above“. Auch die Schnittstelle war zu komplex, denn ihr gestufter Aufbau verlangte dem Kunden ab, dass er fünf bis sechs Fragen beantworten musste, bevor er erkennen konnte, dass Waren seines Wunsches nicht vorrätig waren.
- Der Gratis-Versand riss große Finanzlöcher in den Haushalt des Unternehmens. Boo.com musste die Kosten selbst tragen. Erschwerend kam hinzu, dass die Nutzer zunehmend von ihrem Umtauschrecht Gebrauch machten, was Millionen Dollar an Belastungen für die Firma nach sich zog, denn der Dienstleister für den Umtausch, die Deutsche Post, stellte Boo.com die Kosten in Rechnung.
- Hinzu kamen typische Fehler der New Economy, die das Personalmanagement betrafen.[5] Unkontrollierte Mitarbeitereinstellungen, das Versäumnis der Aufstellung klarer Führungsstrukturen, überdurchschnittliche Gehälter und ausufernde Spesenabrechnungen bei der Auslotung der internationalen Märkte flankierten den Niedergang. Die Investoren weigerten sich, zusätzliches Geld zur Verfügung zu stellen.

Ein Verkauf der Firma war nicht möglich. Erfolgversprechende Vertragsverhandlungen scheiterten am abgekühlten Interesse der Anleger, in Business-to-Consumer-Geschäfte zu investieren.